# کونه (خمیر)
 کَونَه  روستای کوچکی از توابع   بخش مرکزی شهرستان خمیر	در شهرستان خمیر در استان هرمزگان ایران است.

## محدوده کَونَه
از شمال کوه، از جنوب پدل، از مغرب لمزان، و از سمت مشرق به هیر محدود می‌گردد.

## جمعیت
دارای  ۴۵۰ نفر (۹۰  خانوار)  جمعیت است
که از اهل سنت و از شاخه شافعی هستند یعنی از پیروان امام محمد ادریس شافعی هستند.
دارای مسجد، دبستان، آب‌انبار (برکه) و درمانگاه است.

## شغل اهالی
شغل اهالی دامداری  و کشاورزی است.
حدود ۶۰۰ اصله نخل دیم و ۱۰۰ من زمین  زیر کشت دیم دارد.